# Victor Timely
Victor Timely è un personaggio immaginario proveniente dal mondo dei fumetti editi da Marvel Comics. Si tratta di una variante del viaggiatore del tempo Kang il Conquistatore, che fonda una piccola e tranquilla cittadina chiamata Timely, nel Wisconsin, nel 1901. Il suo scopo principale è quello di stabilire una base nel XX secolo come nodo temporale per il suo futuro sé.
Con il passare del tempo, per mascherare la sua eterna giovinezza, simula la propria morte e si spaccia per suo figlio, Victor Timely Jr. (e successivamente per suo nipote, Victor Timely III).
È apparso per la prima volta come Victor Timely nella seconda stagione della serie televisiva MCU Loki. In Loki, il personaggio è stato interpretato da Jonathan Majors e da Nasri Thompson in una versione più giovane.

## Cronologia delle pubblicazioni
Victor Timely ha fatto la sua prima apparizione in The Avengers Annual #21 ed è stato creato da Peter Sanderson e Rich Yanizeski. La sua esistenza è strettamente legata agli eventi della saga denominata La Madonna Celestiale, un arco narrativo complesso che ha avuto profonde ripercussioni sulla linea temporale dell'Universo Marvel.
Ogni viaggio nel tempo intrapreso da Kang il Conquistatore, dal faraone Rama-Tut e da Immortus (entrambe varianti di Kang) ha portato alla creazione di versioni divergenti di se stesso. Ognuna di queste varianti cerca di stabilire il proprio dominio e di portare avanti i propri piani. Victor Timely è una di queste varianti, che si è discostata dagli eventi narrati in Avengers Forever.

## Biografia del personaggio
In un punto imprecisato della sua linea temporale, una variante di Kang decide di abbandonare il XXI secolo per conquistare il XX secolo. Viaggiando indietro nel tempo fino al 1° gennaio 1901, fonda la città di Timely, nel Wisconsin, si fa crescere i baffi e assume l'identità del sindaco della città, "Victor Timely".
Attraverso la sua azienda, la Timely Industries, e alla conoscenza che ha del futuro e delle scoperte tecnologiche, costruisce un impero industriale. Le sue fabbriche producono macchinari all'avanguardia e i suoi dipendenti dimostrano un senso di lealtà incrollabile.
Successivamente, Timely utilizza la sua città come base di partenza per la realizzazione di Chronopolis, un crocevia temporale che intende utilizzare come quartier generale per tutte le sue future incarnazioni. Inizialmente limitata alla città stessa, Chronopolis si espande gradualmente al di fuori del tempo e dello spazio diventando un punto di incontro tra passato, presente e futuro. Qui, è possibile viaggiare tra le epoche senza l'ausilio di una macchina del tempo ma utilizzando dei portali dimensionali.
Quando si trova lontano da Chronopolis, Timely viene sostituito da alcuni replicanti robotici controllati a distanza. Questi replicanti invecchiano e muoiono nel tempo, permettendo a Timely di simulare la propria morte e di assumere diverse identità fittizie.
Negli anni '80, Timely, ora conosciuto come Victor Timely III, estende sempre di più l'influenza della Timely Industries. La sua tecnologia è presente nei sistemi di sicurezza del Baxter Building e della Avengers Tower. Riesce inoltre a controllare gli arti robotici di numerosi cyborg nell'universo Marvel, tra cui Misty Knight e Deathlok. Questo gli consente di manipolare le loro azioni e, in ultima analisi, di prendere il posto di un altro Kang, assumendo il controllo degli Anacronauti, i suoi soldati di Chronopolis.
Questa mossa strategica garantisce a Timely il controllo di un gran numero di Sentinelle durante gli eventi di "Kang Dynasty".

## Poteri e abilità
Victor Timely non può invecchiare ed è dotato di un'intelligenza fuori dal comune. La sua vasta conoscenza della storia del XX secolo gli ha permesso di dominare l'industria meccanica dell'epoca, garantendo un vantaggio strategico al se stesso del futuro.
Tra le sue abilità, spicca la capacità di creare replicanti robotici di se stesso, programmati per simulare l'invecchiamento umano. Questo ingegnoso stratagemma gli consente di celare la sua immortalità agli occhi del mondo.

## Critica
Nel 2023, il sito web di cultura pop Comic Book Resources ha stilato una classifica delle migliori incarnazioni del personaggio di Kang il Conquistatore, posizionando Victor Timely al quattordicesimo posto.

## Altri media

### Cinema
Victor Timely compare in un cameo nella scena dopo i titoli di coda di Ant-Man and the Wasp: Quantumania.

### Televisione
Victor Timely fa il suo ingresso nel Marvel Cinematic Universe nella seconda stagione della serie televisiva Loki. In Loki, il personaggio è interpretato da Jonathan Majors nella sua forma adulta e da Nasri Thompson nella versione infantile. Questa incarnazione del personaggio opera principalmente nel XIX secolo, ed è descritta dal produttore di Loki, Kevin R. Wright, come "una specie di inventore eccentrico e silenzioso, forse un po' fuori dal tempo e dal luogo". Il personaggio di Victor Timely è stato creato in modo tale da distinguersi dalle altre varianti di Kang, e Jonathan Majors ha dato un contributo fondamentale alla sua creazione, specialmente nella definizione dei manierismi e delle movenze. Il regista Kasra Farahani ha elogiato il lavoro di Majors nel dare vita a questa variante di Kang.

### Videogiochi
Victor Timely appare come skin di Kang il Conquistatore in LEGO Marvel Super Heroes 2, doppiato da Peter Serafinowicz.